# Formoso (Kansas)
Formoso è un comune degli Stati Uniti d'America, situato nello Stato del Kansas, nella Contea di Jewell.